# Tallmossen
Der Tallmossen ist ein 118 möh. hoher Berg in Mittelschweden. Er gehört zur Gemeinde Heby in der schwedischen Provinz Uppsala län und gilt als höchster Berg der historischen Provinz Uppland.